# Lisa Paus
Elisabeth „Lisa” Paus (ur. 19 września 1968 w Rheine) – niemiecka polityk, działaczka Zielonych, deputowana do Bundestagu, w latach 2022–2025 minister ds. rodziny, osób starszych, kobiet i młodzieży.

## Życiorys
W 1987 ukończyła szkołę średnią, po czym przez rok była wolontariuszką w sierocińcu w Hamburgu. W latach 1988–1999 studiowała na Wolnym Uniwersytecie Berlińskim, uzyskując dyplom z ekonomii. W 1995 wstąpiła do Zielonych, w latach 1997–1999 była współpracowniczką europosła Friedera O. Wolfa. Pracowała też jako wykładowczyni w Fachhochschule für Wirtschaft Berlin.
W latach 1999–2009 zasiadała w berlińskiej Izbie Deputowanych. W wyborach w 2009 po raz pierwszy uzyskała mandat deputowanej do Bundestagu. Z powodzeniem ubiegała się o reelekcję w 2013, 2017, 2021 i 2025.
W kwietniu 2022 dołączyła do rządu Olafa Scholza, obejmując w nim stanowisko ministra do spraw rodziny, osób starszych, kobiet i młodzieży; zastąpiła na tej funkcji Anne Spiegel. Urząd ten sprawowała do maja 2025.